# Petra Lammert
Petra Lammert, född den 3 mars 1984 i Freudenstadt, är en tysk friidrottare som tävlar i kulstötning. 
Lammerts genombrott kom när hon slutade fyra vid EM inomhus 2005. Hon deltog vid VM utomhus samma år i Helsingfors där hon emellertid inte tog sig vidare till finalen.
Vid VM inomhus 2006 blev hon åter fyra, denna gång efter en stöt på 19,21. Hennes första mästerskapsmedalj erövrade hon vid EM i Göteborg 2006 då hon slutade trea. 
Vid VM i Osaka 2007 slutade hon på en femte plats med en stöt på 19,33. Vid inomhus-EM 2009 vann hon guld efter att ha stött 19,66

## Personliga rekord
- Kulstötning - 20,04